# تسجيلات كازابلانكا
تسجيلات كازابلانكا (بالإنجليزية: Casablanca Records)‏ هي شركة تسجيلات أمريكية مملوكة لمجموعة مجموعة يونيفرسال الموسيقية.